# Pomasia axis
Pomasia axis là một loài bướm đêm trong họ Geometridae.